# Sjungen högt om frälsning
Sjungen högt om frälsning är en sång med text skriven 1881 av George Scott Railton. Musiken är skriven av Henry C. Work.

## Publicerad i
- Musik till Frälsningsarméns sångbok 1907 som nr 234.
- Frälsningsarméns sångbok 1929 som nr 394 under rubriken "Strid och verksamhet - Maning till kamp".
- Frälsningsarméns sångbok 1968 som nr 483 under rubriken "Strid Och Verksamhet - Kamp och seger".
- Frälsningsarméns sångbok 1990 som nr 641 under rubriken "Strid och kallelse till tjänst".